# Ayao Komatsu
Ayao Komatsu (em japonês: 小松 礼雄; Tóquio, 28 de janeiro de 1976) é um engenheiro de Fórmula 1 japonês que atualmente é o chefe de equipe da Haas F1 Team.

## Carreira
Komatsu começou sua carreira no automobilismo em 2003 como engenheiro de pneus da British American Racing e permaneceu na equipe de Brackley por duas temporadas. Em 2006, mudou-se para a Renault para trabalhar como engenheiro de desempenho, começando na equipe de testes antes de ser promovido para a equipe de corrida trabalhando com pilotos como Nelson Piquet Jr., Romain Grosjean e Vitaly Petrov.
Depois que Mark Slade saiu no início da temporada de 2011, ele foi promovido a engenheiro de corrida de Petrov, trabalhando com o russo por um ano antes de fazer parceria com o retorno de Grosjean em 2012, quando a equipe foi renomeada para Lotus F1 Team. Os franceses e Komatsu formaram um vínculo estreito, marcando pódios e até lutou por vitórias em corridas no final de 2013. Depois de um decepcionante 2014, Komatsu foi promovido a engenheiro-chefe de corrida da Lotus, ajudando Grosjean e a equipe da Enstone a conquistar um pódio no Grande Prêmio da Bélgica de 2015. Quando Grosjean partiu para a nova equipe Haas F1 Team, Komatsu o seguiu, tornando-se diretor de engenharia da equipe estadunidense em 2016. A função de Komatsu nesse cargo era ser responsável pelo desempenho do carro na pista e pela coordenação da equipe de engenharia de corrida.
Em 10 de janeiro de 2024, a Haas anunciou que Komatsu havia sido promovido como seu novo chefe de equipe. Com ele substituindo Günther Steiner que teve sua saída da equipe anunciada no mesmo dia.